# Liste der Monuments historiques in Audenge
Die Liste der Monuments historiques in Audenge führt die Monuments historiques in der französischen Gemeinde Audenge auf.

## Liste der Bauwerke
| Bezeichnung                                           | Beschreibung | Standort | Kennzeichnung | Schutzstatus | Datum | Bild           |
| ----------------------------------------------------- | ------------ | -------- | ------------- | ------------ | ----- | -------------- |
| Schloss Audenge mit Nebengebäuden (Domaine de Certes) |              | (Lage)   | PA00083897    | Inscrit      | 1991  | weitere Bilder |

## Liste der Objekte
| Bezeichnung                | Beschreibung                   | Standort                     | Kennzeichnung | Schutzstatus | Datum | Bild |
| -------------------------- | ------------------------------ | ---------------------------- | ------------- | ------------ | ----- | ---- |
| Skulptur des heiligen Yves | Stein, bemalt, 17. Jahrhundert | in der Kirche St-Paul (Lage) | PM33001366    | Inscrit      | 1980  |      |